# 이권열 (기자)
이권열은  대한민국의 기자, 화가, 대학 교수이다.

## 학력
- 숙명여자대학교 교육대학원 미술교육학과 수료
- 숙명여자대학교 회화학과 졸업

## 경력
- 2015년 12월 개인전시회 '나무위 새'
- 2015년 아시안허브 홍보대사
- 2015년 개인전시회 '그리움...그리고, 그리다'
- 2015년 신한대학교 언론학부 겸임교수
- 2014년 한국방송예술진흥원 방송진행자과 전임교수
- 2013년 12월 오픈핸즈 홍보대사
- 2013년 12월 개인전시회 'metamorphosis'
- 2013년 개인전시회 '날개를 펴고싶다'
- 2013년 개인전시회 '날개'
- 2012년 개인전시회 '살다보니'
- 2010년 ~ 2011년 세계는 지금 아나운서
- 2005년 KBS대전방송총국 MC